# 윤혁 (야구인)
윤혁(尹赫, 1967년 5월 22일 ~ )은 전 KBO 리그 야구 선수이며, 두산베어스 스카우트 팀장인데 1991년 입단한 거포 1루수 김기태가 1992년 1월 초 어깨수술을 받아 1991년부터 1993년까지 타격에만 전념하여  이 공백을 메꾸기 위해  1991년 1루수로 뛰었으나 1992년 하와이 전지훈련 도중 어깨부상이 재발하여 1991년 이후 이렇다할 활약을 보이지 못했고 1995년 5월 10일 2대(본인 최한림) 2(유명선 김현욱) 트레이드를 통해 삼성 유니폼을 입었지만 역시 이렇다할 활약을 보이지 못하여 1995년을 끝으로 은퇴했다.

## 출신학교
- 배재중학교
- 배재고등학교
- 고려대학교 (86학번)